# چکسلواکی ۲۳۱۵
سیارک ۲۳۱۵ (به انگلیسی: 2315 Czechoslovakia، نامگذاری:1980DZ) دو هزار و سیصد و پانزدهمین سیارک کشف شده‌است که در ۱۹ فوریه ۱۹۸۰ کشف شد.
قدر مطلق سیارک برابر ۱۰٫۷۰ است.